# Sărata (okręg Kluż)
Sărata – wieś w Rumunii, w okręgu Kluż, w gminie Panticeu. W 2011 roku liczyła 385 mieszkańców.